# Peter Boettke
Peter J. Boettke (Rahway, New Jersey, 3 de janeiro de 1960) é um economista estadunidense da Escola Austríaca de Economia.

## Infância e educação
Boettke nasceu em Rahway, New Jersey, onde morou até se mudar para a Pennsylvania. Se interessou por economia quando fez um curso ministrado por Hans Sennholz. Depois de completar seu bacharelado em 1983, Boettke entrou para a George Mason University onde concluiu seu mestrado (1987) e Ph.D (1989) em economia.

## Histórico profissional
Após receber seu doutorado, Boettke lecionou em diversos locais, incluindo a Oakland University, o Manhattan College, e a New York University. Em 1998, ele retornou para a George Mason University como membro acadêmico. Em 2004, ele foi nomeado como Membro Hayek na London School of Economics. Ele também é membro acadêmico na Charles University/Georgetown University American Institute for Political and Economic Studies em Praga e acadêmico visitante no Hoover Institution on War, Revolution and Peace na Stanford University.
Ele mora em Fairfax, na Virginia com sua esposa Rosemary e seus dois filhos, Matthew e Stephen.

## Livros

### Como autor
- The Political Economy of Soviet Socialism: The Formative Years, 1918-1928 (Kluwer, 1990) ISBN 0-7923-9100-4.
- Why Perestroika Failed: The Economics and Politics of Socialism Transformation (Routledge, 1993) ISBN 0-415-08514-4.
- Calculation and Coordination: Essays on Socialism and Transitional Political Economy (Routledge, 2001) ISBN 0-415-77109-9.
- The Economic Way of Thinking with Heyne and Prychitko (Prentice Hall, 2005) ISBN 0-13-154369-5.

### Como editor
- Market Process: Essays in Contemporary Austrian Economics. Edward Elgar, 1994.
- The Collapse of Development Planning. New York University Press, 1994.
- The Elgar Companion to Austrian Economics. Elgar, 1994
- The Market Process, 2 volumes. Elgar, 1998
- The Legacy of F. A. Hayek: Politics, Philosophy, Economics, 3 volumes. Edward Elgar, 1999
- Socialism and the Market: The Socialist Calculation Debate Revisited, 9 volumes. Routledge, 2000.
- The Economic Role of the State (ed. com Peter Leeson). Cheltenham: Edward Elgar, sob contrato.
- The Legacy of Ludwig von Mises: Theory and History, ed. with Peter Leeson. 2 vols. Aldershot: Edward Elgar, 2006. ISBN 978-1840644029
- Handbook On Contemporary Austrian Economics, Edward Elgar, 2010.